# Ataque indio de rey
|       |       |       |       |       |       |       |       |    |  |
|       | a8    | b8    | c8    | d8    | e8    | f8    | g8    | h8 |  |
| a7    | b7    | c7    | d7    | e7    | f7    | g7    | h7    |    |  |
| a6    | b6    | c6    | d6    | e6    | f6    | g6    | h6    |    |  |
| a5    | b5    | c5    | d5    | e5    | f5    | g5    | h5    |    |  |
| a4    | b4    | c4    | d4    | e4 pl | f4    | g4    | h4    |    |  |
| a3    | b3    | c3    | d3 pl | e3    | f3 nl | g3 pl | h3    |    |  |
| a2 pl | b2 pl | c2 pl | d2 nl | e2    | f2 pl | g2 bl | h2 pl |    |  |
| a1 rl | b1    | c1 bl | d1 ql | e1    | f1 rl | g1 kl | h1    |    |  |
|       |       |       |       |       |       |       |       |    |  |

El ataque indio de rey (ECO A05, A07-A08), en realidad, un sistema de empezar una partida casi independientemente de lo que juegue el negro. En este sentido está relacionado con el sistema Colle. Se alcanza una estructura sólida para el blanco, en la que debe atacar en el ala de rey mientras que el negro ataca el flanco de dama. 
El ataque indio de rey se forma con las jugadas: 
1.Cf3...
2.g3...
3.Ag2...
4.0-0...
5.d3...
6.Cbd2...
7.e4...
No es fácil seguir jugando tras estos movimientos, para intentar ganar, pero es muy sólido y el negro tendrá dificultades para ganar con un juego correcto. Aunque comienza con 1.Cf3 no es una apertura Reti, ya que sólo se pretende desplegar las piezas y no controlar el centro más que de manera general. 